# Teo Briones
Mateo Justis Briones (Oxford, 11 januari 2005) is een in Engeland geboren Amerikaans acteur. Hij speelde in diverse films en series, waaronder Wind River, Final Destination: Bloodlines en Pretty Little Liars.

## Carrière
Briones maakte in 2010 zijn acteerdebuut in de televisiefilm Cutthroat als het personage Alex Cabrera. Hierna acteerde hij in meerdere televisieseries, waaronder Kickin' It, Death Valley en Parks and Recreation, voordat hij in 2013 een belangrijke rol ging vertolken in de Freeform-serie Pretty Little Liars.
In april 2013 maakte Briones zijn filmdebuut in de film Lonely Boy. In de jaren die volgde was Briones in meerdere films te zien, waaronder Chase Me Through, Wind River en Agent Revelation.
In 2021 was Briones in een van de hoofdrollen te zien in de horrorserie Chucky, hierin vertolkte hij de rol van Junior Wheeler. In mei 2025 speelde hij een hoofdrol in de bioscoopfilm Final Destination: Bloodlines.

## Privé
Briones is de zoon van acteur en zanger Jon Jon Briones en het jongere broertje van actrice Isa Briones.

## Filmografie

### Film
- 2013: Lonely Boy, als Jonny
- 2013: Chase Me Through, als Jon
- 2017: Wind River, als Casey Lambert
- 2021: Agent Revelation, als Larry Higgins
- 2024: Agent Recon, als Larry Higgins
- 2025: Final Destination: Bloodlines, als Charlie Reyes

### Televisie
- 2010: Cutthroat, als Alex Cabrera
- 2011: Special Agent Oso, als Javier (stemrol)
- 2011: Kickin' It, als jonge Jack Brewer
- 2011: Death Valley, als kind
- 2012: Parks and Recreation, als Joey
- 2013: Pretty Little Liars, als Malcolm Culter
- 2013: Days of Our Lives, als Timmy Bernardi
- 2013: Modern Family, als kerstkind
- 2013-2016: Doc McStuffins, als Carlos (stemrol)
- 2014: Stalker, als Landon Richards
- 2014: Disorganized Zone, als Logan
- 2015: Longmire, als Cade Tall Grass
- 2015: The Whispers, als Silas
- 2016: Lethal Weapon, als Ethan McFadden
- 2017: Will vs. The Future, als Will Jin
- 2020: Ratched, als Peter
- 2021: Chucky, als Junior Wheeler

## Theater
- 2023: Opus 9 No. 2, als Lead
- 2024: A Long Time Coming, als Alder